# Карло Альберто Раккия (эсминец)
Карло Альберто Раккия (итал. Carlo Alberto Racchia) — лидер эскадренных миноносцев типа «Карло Мирабелло» Королевского ВМФ Италии. По итальянской классификации это был «скаут» (Esploratore Leggero), эквивалент английского лидер эскадренных миноносцев. Корабль в 1914 году назван именем политика, сенатора Итальянского королевства и министра военно-морского флота — Карло Альберто Раккия (1833—1896).
Корабль участвовал в Первой мировой войне. Подорвался на мине недалеко от Одессы.

## История строительства
Официальная закладка была произведена на судоверфи Cantiere Ansaldo в городе Sestri Ponente 10 декабря 1914 года, спущен на воду 2 июня 1916 года. Корабль принят флотом 21 декабря 1916 года эсминец вступил в состав Королевского Военно-Морского флота Италии.

## Служба
21 декабря 1916 года эсминец «Carlo Alberto Racchia» (Карло Альберто Раккия) был зачислен в состав Королевского Военно-Морского флота Италии. Во время Первой Мировой войны принимал участие в боевых действиях.
Летом 1920 года эсминец, входил в эскадру Восточного Средиземноморья (Леванта) Итальянского флота (1920—1921), имевшую базу в Константинополе.
Эсминец обеспечивал охрану от нападения белого флота трём военным транспортным пароходам «Пьетро Кальви», «Талия» и «Мельпомена», перевозившим возвращавшихся в Советскую Россию 4000 пленных русских солдат первой Мировой войны.
Во время последнего похода подорвался на мине 21 июля 1920 года. Затонул в точке на широте 46N14’, долготе 30E40’2’’, в 19 милях от Одесского порта и в 2750 м от берега.

## Экипаж
- Капитан — Итало Морено
- Штурман — лейтенант Лучано Биджи
- Ординарец штурмана — Джордано
- Офицеры:
  - Паоло Алоизи,
  - Буссеи
- канонир — Ре (скончался от полученных ран)
- кочегар — Пеллегрино (скончался от полученных ран)

## Гибель
Во время последнего похода эсминец «Карло Альберто Раккия» совместно с транспортами «Пьетро Кальви», «Талия» и «Мельпомена» вышел из Босфора по направлению на Одессу.
21 июля 1920 года, подойдя к точке, где должен был стоять бакен, обозначавший конец минного заграждения, отряд остановился. Никаких обозначений на воде не было. Не было и лоцманов. Согласно приказанию адмирала, капитан Морено должен был подойти к мысу Большефонтанскому и там ждать лоцманов. Приближаясь к Санджийскому кордону, командир «Раккия» поставил транспорты точно себе в кильватер и пошёл малым ходом к мысу.
«Около 11 часов утра судно поразил сильнейший взрыв. В рубке вылетели стекла, оборвались кабели, телеграф и рулевое управление вышли из строя. Главный удар пришелся на центр корабля, откуда подымались клубы густого пара.
Эсминец нарвался на мину — взорвавшись под днищем, она спровоцировала взрыв второго котла. Выброс обжигающего пара поразил людей, находившись на середине палубы.
Рассеявшийся пар обнажил огромную пробоину на палубе, рядом с ней были тела трех погибших моряков. Судно стало уходить под воду носовой частью. Экипаж спустил на воду шлюпки. Около десятка раненых, в сопровождении врача и санитара усадили на моторный катер и отправили на „Мельпомену“. Бывший концевым транспорт „Пьетро Кальви“ вышел из строя и подошел к месту взрыва „Раккия“, где стал на якорь, спустил шлюпки и спас плававших людей. Два других транспорта отошли несколько назад, стали на якоря в менее опасной зоне и отправили шлюпки к „Раккиа“.
Матросы, которые получили команду задраить люки и двери, доложили, что спасти корабль нет никакой возможности.
В то время как экипаж грузился на шлюпки, офицеры спасали кассу, коды, секретный архив, бухгалтерские книги, описи. Из-за волнения на море и опасного крена судна последними покидавшие борт тонущего эсминца офицеры с трудом сели на подошедший катер (последним — капитан).
С катера был виден тонущий „Раккиа“: нос ушел под воду, корма высоко поднялась, обнажив винты, руль и значительную часть киля. Море тут было неглубоким — не более 11 м. Когда носовая часть уткнулась в дно, корабль стал заваливаться налево, затем перевернулся на бок и исчез, под рычание вспененных волн. С момента взрыва мины прошло около 40 минут».
Координаты гибели эсминца 46°14′ с. ш. 30°39′ в. д..

## Погибшие и раненые
Офицеров катером доставили на пароход «Кальви», а экипаж распределили по разным пароходам. Сразу была произведена перекличка — восьми человек не хватало… Погибли кочегары у котла и те, которых обварил пар. Было десять раненых — обожженных кипятком и паром; двое — в очень тяжелом состоянии. Позже двое тяжелораненых — канонир Ре и кочегар Пеллегрино — скончались на борту военного транспорта «Мельпомена».
Похороны состоялись после полудня, 24 июля. Моряки «Раккиа» несли гробы на своих плечах; перед ними длинной вереницей несли венки и знамёна. Играли музыканты, мужчины и женщины пели хором. Кортеж, спаянный изумительной дисциплиной, двигался по городским улицам — в него вливались военные отряды, всяческого рода — кавалерия, артиллерия, броневики. В небе летел аэроплан. Большая привокзальная площадь, где оборудовали мемориал жертв революции, заполнилась толпами народа под лозунгами и знаменами разных обществ. С огромной трибуны, завешанной красными стягами, выступали многочисленные ораторы. После простых и трогательных слов капитана Морено, прозвучали длинные речи комиссара города Шумского и многих, очень многих ораторов. После каждой речи толпа пела «Интернационал» и революционные гимны.
Проявлений скорби не было — это была революционная демонстрация, славившая советский режим и союз русского и итальянского народов.

## Попытки подъёма
Командование итальянской эскадрой изучило возможность подъёма затонувшей «Раккиа» — глубина была небольшой и всю операцию можно было бы провести без особых проблем. Однако большевики не позволили кораблю «Поэрио» провести анализ ситуации. Морское ведомство обратилось к фирмам, специализированным на таких операциях — но и они не получили разрешения, так как большевики не могли предоставить необходимые гарантии итальянскому персоналу.
Спустя несколько месяцев большевики сообщили, что подъёмом «Раккиа» займутся сами и за свой счет. С тех пор Военно-морской флот Италии не получал никаких известий о затонувшем корабле.
Известно, что в конце 1920-х гг. ЭПРОН (экспедиция подводных работ особого назначения) пыталась поднять «Карло Альберто Раккиа» на поверхность, «но корпус эсминца оказался переломлен, и восстановление его обошлось бы дороже постройки нового корабля. Поэтому водолазы подняли лишь наиболее ценное оборудование»
. В 1930 г. орудие с эсминца установили на учебном судне «Амур», пришвартованном у одной из набережных Ленинграда
(Корабли 1981. — С. 56)
.

## Современное состояние
Остатки лидера эсминцев «Карло Альберто Раккиа» Королевского Военно-Морского флота Италии лежат на расстоянии около 3,2 км к юго-востоку от берега на траверзе очистных сооружений Черноморска, в 5,0 км к югу от мыса Бугов.
Глубина 10 метров. Возвышение над грунтом 1,5-2,0 метра. От корпуса практически ничего не осталось.
По данным обмеров и фотографирования, проведенного в 2007—2015 гг. членами общественной организации «Прикордонник», корпус корабля, распавшийся на три фрагмента, с поврежденным носом лежит на глубине 13-14 м, глубина над кормовой частью — 6 м, средней частью — 8 м, носовой частью — 11 м. Ориентировка — носом на Одессу. Носовая и средняя часть лежат на киле, кормовая — на боку. Корпус стальной с заклепками. На носовой части стоят остатки надстройки с ходовой рубкой и мостиком размерами около 4×2 м, высотой до 5 м, тут же выявлены снаряды калибром 102 мм. В средней части видны три паровых котла высотой до 5 м, один из которых выпал на грунт. В кормовой части сохранилось крупное перо руля. В нескольких местах на обломках отмечены нагромождения тросов.
Характерно отсутствие артиллерийских орудий, торпедных аппаратов, пулеметов, якорей, винтов, валолиний, обоих труб и т. п., что подтверждает версию о работе на затонувшем эсминце водолазов ЭПРОН.